# Chiesa di San Martino (Serra Riccò)
La chiesa di San Martino è un luogo di culto cattolico situato nella frazione di Valleregia, in via San Martino, nel comune di Serra Riccò nella città metropolitana di Genova. La chiesa fa parte della giurisdizione parrocchiale della chiesa della Natività di Maria Santissima di Valleregia.

## Storia e descrizione
È considerata una delle più antiche chiese della Liguria; fu la prima ad essere fondata da san Claro quando si stabilì in questo luogo, all'inizio del V secolo. Secondo la tradizione presso la chiesa sostò nel 725 il re longobardo Liutprando durante il trasporto delle reliquie di sant'Agostino dalla Sardegna a Pavia, dove si trovano tuttora nella chiesa di San Pietro in Ciel d'Oro.
Nel 1387 San Martino di Magnerri era ancora parrocchia autonoma, ma nei secoli successivi divenne una dipendenza della parrocchia della Natività di Maria Santissima di Valleregia, probabilmente dopo che nel 1507 il borgo di Magnerri era stato saccheggiato e distrutto dalle truppe del re di Francia Luigi XII, perdendo di importanza a vantaggio del vicino paese di Valleregia. Questa decisione provocò forti contrasti tra gli abitanti dei due borghi: i residenti di Magnerri rivendicarono a lungo la perduta parrocchialità presso le autorità ecclesiastiche del tempo, sottolineando che la chiesa di San Martino era stata la più antica parrocchia della zona, ma senza ottenere quanto richiesto.
(Attilio Zuccagni-Orlandini, Corografia fisica, storica e statistica dell'Italia e delle sue Isole 1836)